# Let Adam Air 574
Let Adam Air 574 byl let stroje Boeing 737-4Q8 (imatrikulace PK-KKW) soukromé indonéské letecké společnosti Adam Air z mezinárodního letiště Juanda v Surabaji na ostrově Jáva na letiště Sam Ratulangi v Manadu na ostrově Sulawesi. Letadlo s 96 pasažéry (42 žen a 54 mužů) a 6 členy posádky se během přeletu Makassarského průlivu 1. ledna 2007 zřítilo do moře. Vyšetřování stanovilo jako hlavní příčinu havárie selhání pilotů, kteří se příliš soustředili na řešení problémů se selhávající navigací a v důsledku toho nevěnovali dostatek pozornosti pilotáži.